# Galdames
El concejo de Galdames es un valle y municipio perteneciente a la comarca de Las Encartaciones, provincia de Vizcaya, en la comunidad autónoma del País Vasco.
Limita con los municipios de Musques, Abanto y Ciérvana, Ortuella, Valle de Trápaga, Baracaldo, Güeñes, Zalla y Sopuerta. Su máxima cota es el monte Ganeran (a 822 m s. n. m.), en los montes de Triano.

## Historia

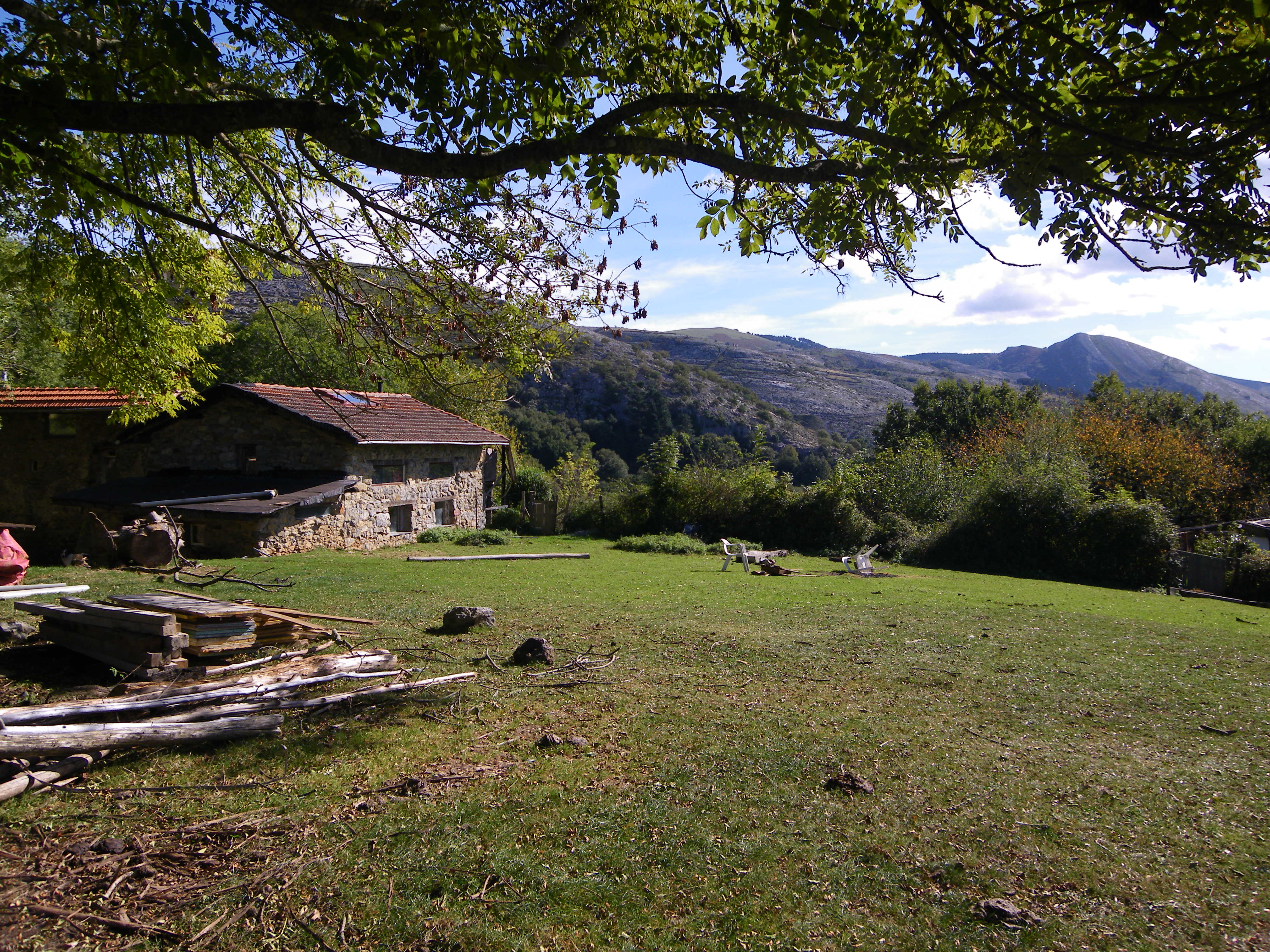
Vista desde el barrio de Urállaga

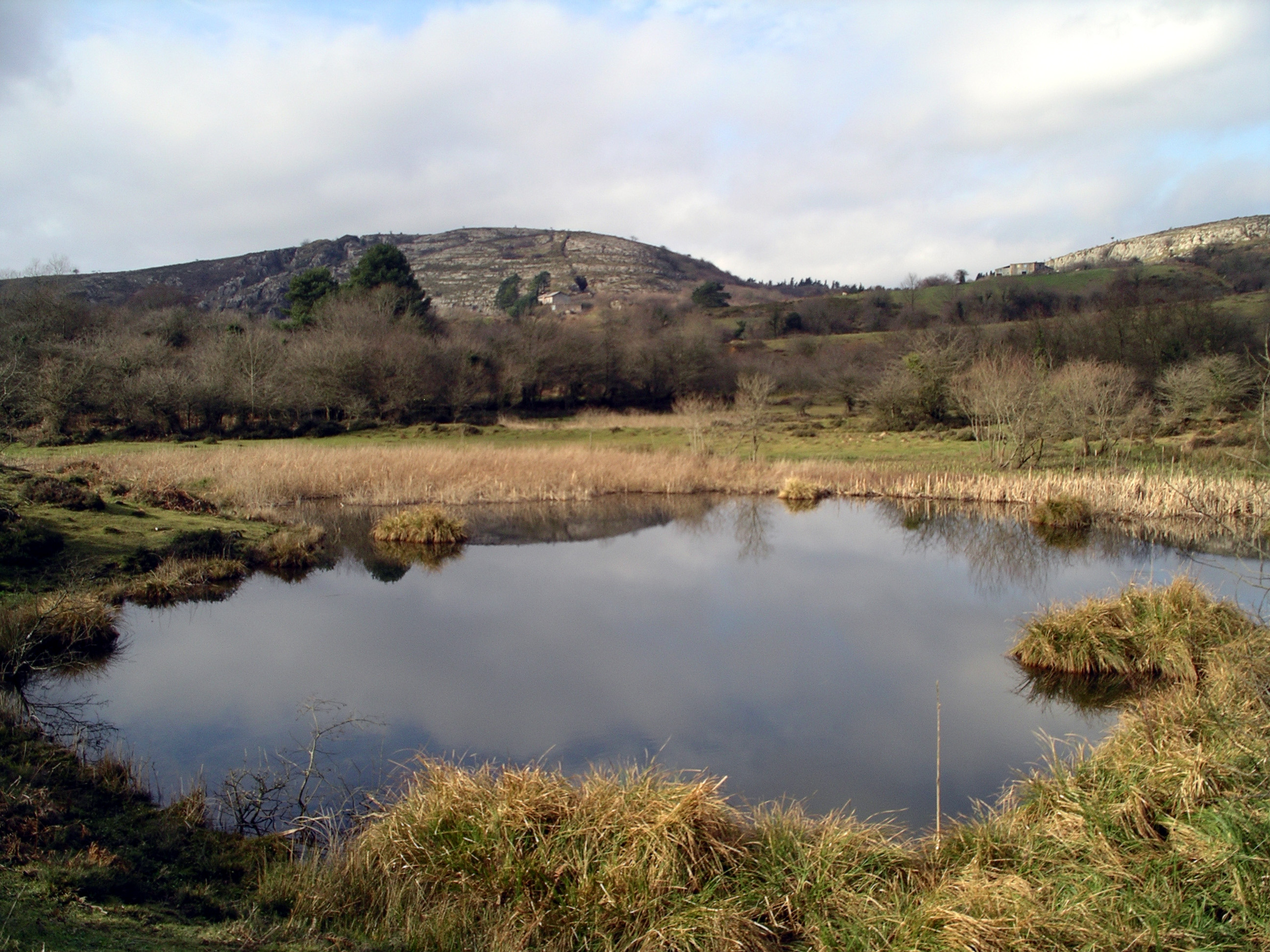
Balsa de Escachabel, en El Alta de Galdames

La villa de Galdames se menciona por primera vez en un documento de 1214. El Ayuntamiento de Galdames reivindicó el derecho a ser miembro del Señorío de Vizcaya y lo obtuvo en 1672. En 1740 se separó del señorío, pero en 1800 se le adjuntó nuevamente. 
En la Edad Media Galdames fue sede de importantes señores y familias; así lo atestiguan las torres de los vecinos de Loizaga, Atxurriaga y Larrea. En 1863, durante el primer período carlista, los seguidores de Baldomero Espartero quemaron los bosques del entorno del barrio de San Pedro. El pueblo de Galdames fue muy próspero en el siglo XIX y desde mediados del siglo XX hasta principios de siglo, particularmente por las riquezas subterráneas.
En 1946 un grupo de maquis regresa a Vizcaya desde las montañas de Cantabria y se refugia en la cueva de Uraiaga y las minas de los alrededores.

## Demografía
Galdames cuenta con una población de 821 habitantes (INE 2024).
| Gráfica de evolución demográfica de Galdames entre 1842 y 2021                                                      |
| |
| Población de derecho según los censos de población del INE Población de hecho según los censos de población del INE |

## Economía
Las principales actividades económicas son la minería (42 % de la mano de obra) y la agricultura (maíz, patata y ganadería) las cuales representan un 30 % de la mano de obra.

## Cultura

### Patrimonio
En su término municipal se encuentran:
- La cueva de Arenaza, en los montes de Triano, con estalactitas y restos de explotaciones mineras.
- La cueva de Uraiaga, conocida popularmente como cueva de la Magdalena, debido a que en su interior se encuentra una ermita consagrada a la advocación católica de Santa María Magdalena. Todos los años, cada 22 de julio se celebra una romería en su honor, con una misa en el interior de la cavidad y una fiesta en la campa adyacente al barrio de Urállaga.
- La Torre de Loizaga, en el barrio de Concejuelo, museo de automóviles clásicos.
- El Alta de Galdames, situado en la cordillera de Grumeran, es una zona de gran valor natural e histórico, ya que en ella se pueden observar restos de antiguas explotaciones mineras, así como filones de hierro.

### Deporte
En Galdames existe un equipo muy potente de barrenadores (harrizulatzaileak) que lleva varios años funcionando en las primeras posiciones de la liga vasca de barrenadores.

## Administración y política

### Gobierno municipal
| Partido político                                              | 2023  | 2023  | 2023       | 2019  | 2019  | 2019       | 2015  | 2015  | 2015       | 2011  | 2011  | 2011       | 2007  | 2007  | 2007       |
| Partido político                                              | %     | Votos | Concejales | %     | Votos | Concejales | %     | Votos | Concejales | %     | Votos | Concejales | %     | Votos | Concejales |
| Euzko Alderdi Jeltzalea-Partido Nacionalista Vasco (EAJ-PNV)  | 52,36 | 255   | 4          | 58,30 | 302   | 4          | 55,75 | 281   | 4          | 56,08 | 309   | 4          | 63,38 | 296   | 6          |
| Euskal Herria Bildu (EH Bildu)-Bildu                          | 40,45 | 197   | 3          | 36,87 | 191   | 3          | 40,28 | 203   | 3          | 39,56 | 218   | 3          | –     | –     | –          |
| Partido Socialista de Euskadi-Euskadiko Ezkerra (PSE-EE PSOE) | 2,05  | 10    | 0          | 1,73  | 9     | 0          | 1,19  | 6     | 0          | 1,45  | 8     | 0          | 4,50  | 21    | 0          |
| Partido Popular del País Vasco (PP)                           | 1,02  | 5     | 0          | 0,38  | 2     | 0          | 0,20  | 1     | 0          | 1,63  | 9     | 0          | 2,14  | 10    | 0          |
| Eusko Alkartasuna (EA)                                        | –     | –     | –          | –     | –     | –          | –     | –     | –          | –     | –     | –          | 20,77 | 97    | 1          |
| Ezker Batua-Berdeak (EB-B)-Aralar                             | –     | –     | –          | –     | –     | –          | –     | –     | –          | –     | –     | –          | 8,35  | 39    | 0          |

### Organización territorial
Tiene como poblaciones principales:
- Concejuelo
- Montellano
- San Esteban de Galdames
- San Pedro de Galdames (ayuntamiento)
- La Aceña (en euskera Atxuriaga)
- Txabarri
- Humaran
- Larrea

- Urállaga (en euskera Uraiaga) es un barrio del municipio. En la actualidad, consta de tres viviendas en aparente estado de abandono, aunque alguna de ellas está ocupada por el movimiento okupa, y ruinas de antiguas casas.